# Faith (Dakota du Sud)
Pour les articles homonymes, voir Faith.
Faith est une municipalité américaine située dans le comté de Lincoln, dans l'État du Dakota du Sud.
La ville est fondée en 1910, lors de l'extension du Milawaukee Railroad. « Faith » signifie « foi » en anglais.

## Démographie
| 1920 | 1930 | 1940 | 1950 | 1960 | 1970 |
| ---- | ---- | ---- | ---- | ---- | ---- |
| 575  | 607  | 522  | 599  | 591  | 576  |

| 1980 | 1990 | 2000 | 2010 | - | - |
| ---- | ---- | ---- | ---- | - | - |
| 576  | 548  | 489  | 421  | - | - |

Selon le recensement de 2010, elle compte 421 habitants. La municipalité s'étend sur 1,2 milles carrés (3,11 km2).